# Hévíz
Hévíz – miasto uzdrowiskowe na Węgrzech, w komitacie Zala, siedziba powiatu Hévíz. Zlokalizowane na zachód od Balatonu i Keszthely. W 2021 r. liczyło 4448 mieszkańców.

## Rekreacja i wypoczynek
W mieście znajduje się jezioro Hévíz – największe (4,75 ha powierzchni) naturalne, ciepłe jezioro w Europie (temperatura wody: od +24°C zimą do +36°C latem). Akwen ten jest ogólnodostępnym kąpieliskiem leczniczym, przez cały rok porośniętym liliowymi lotosami.

## Galeria zdjęć

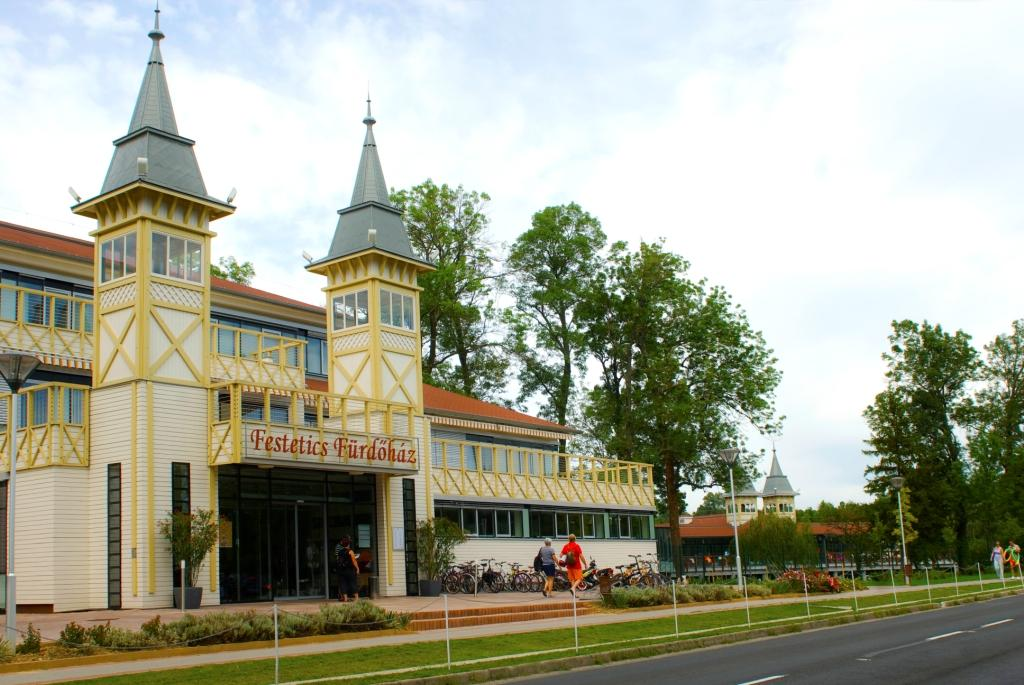
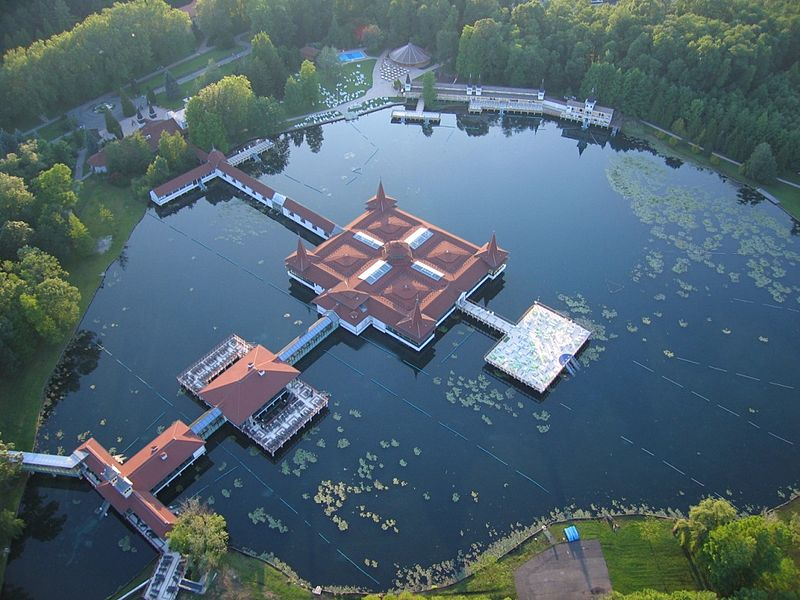
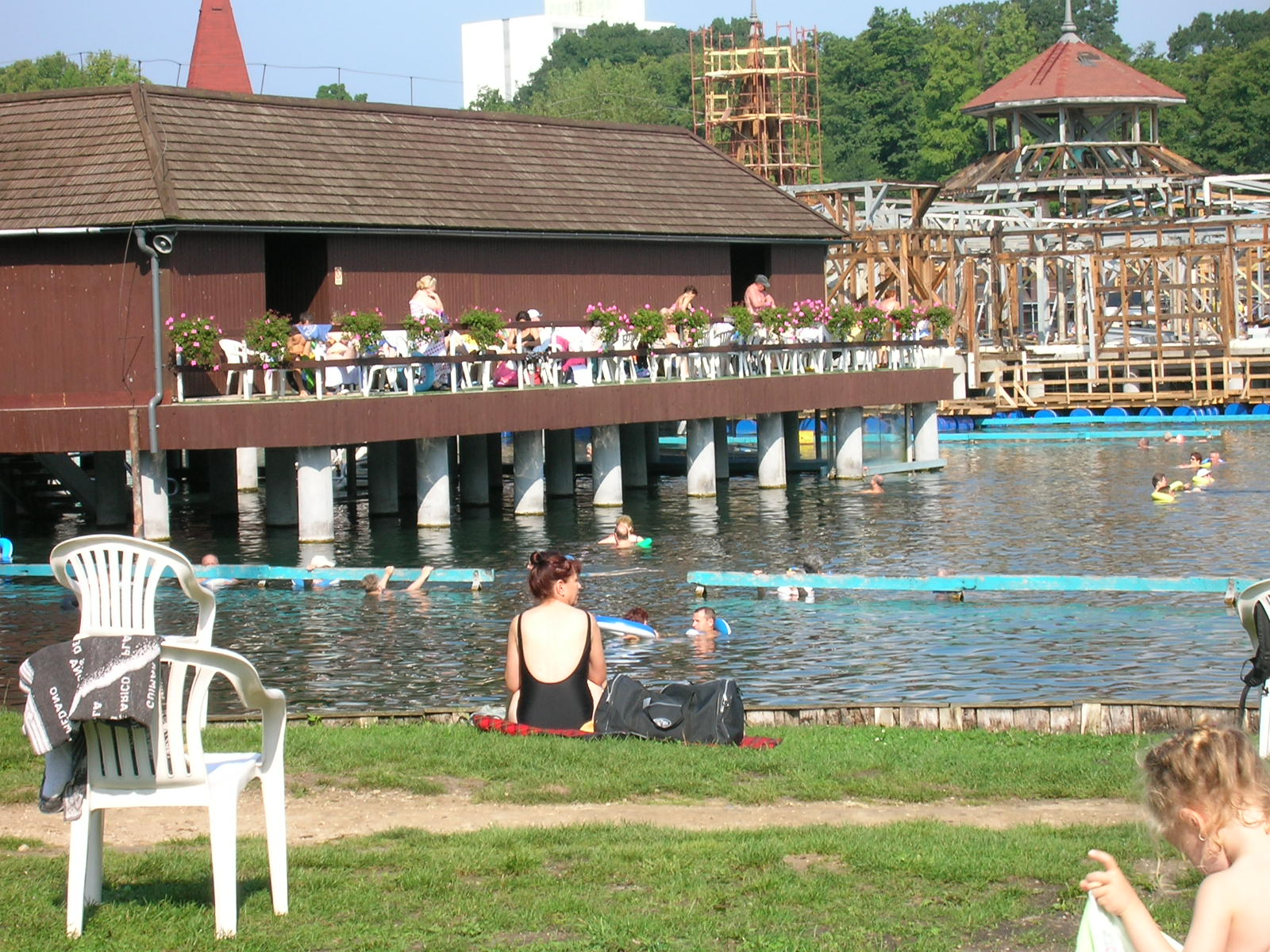
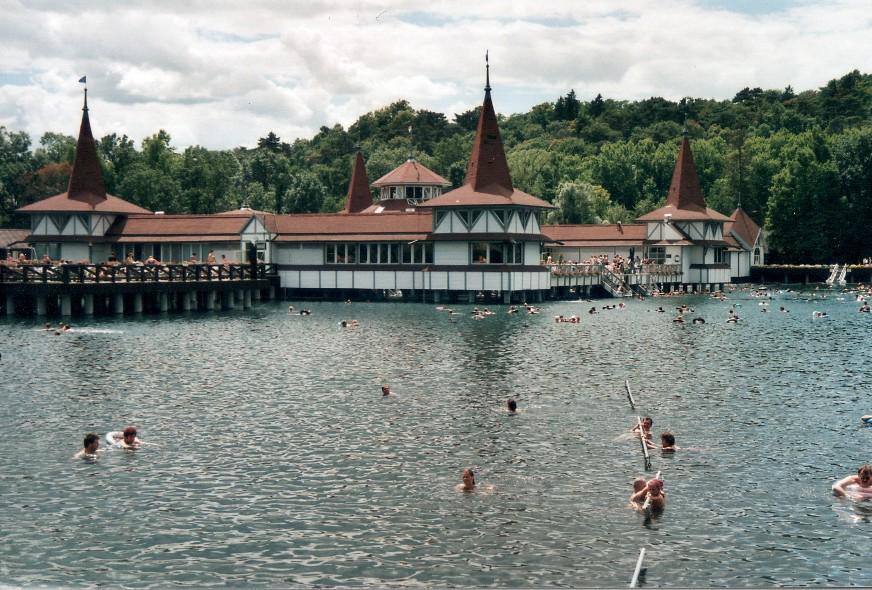
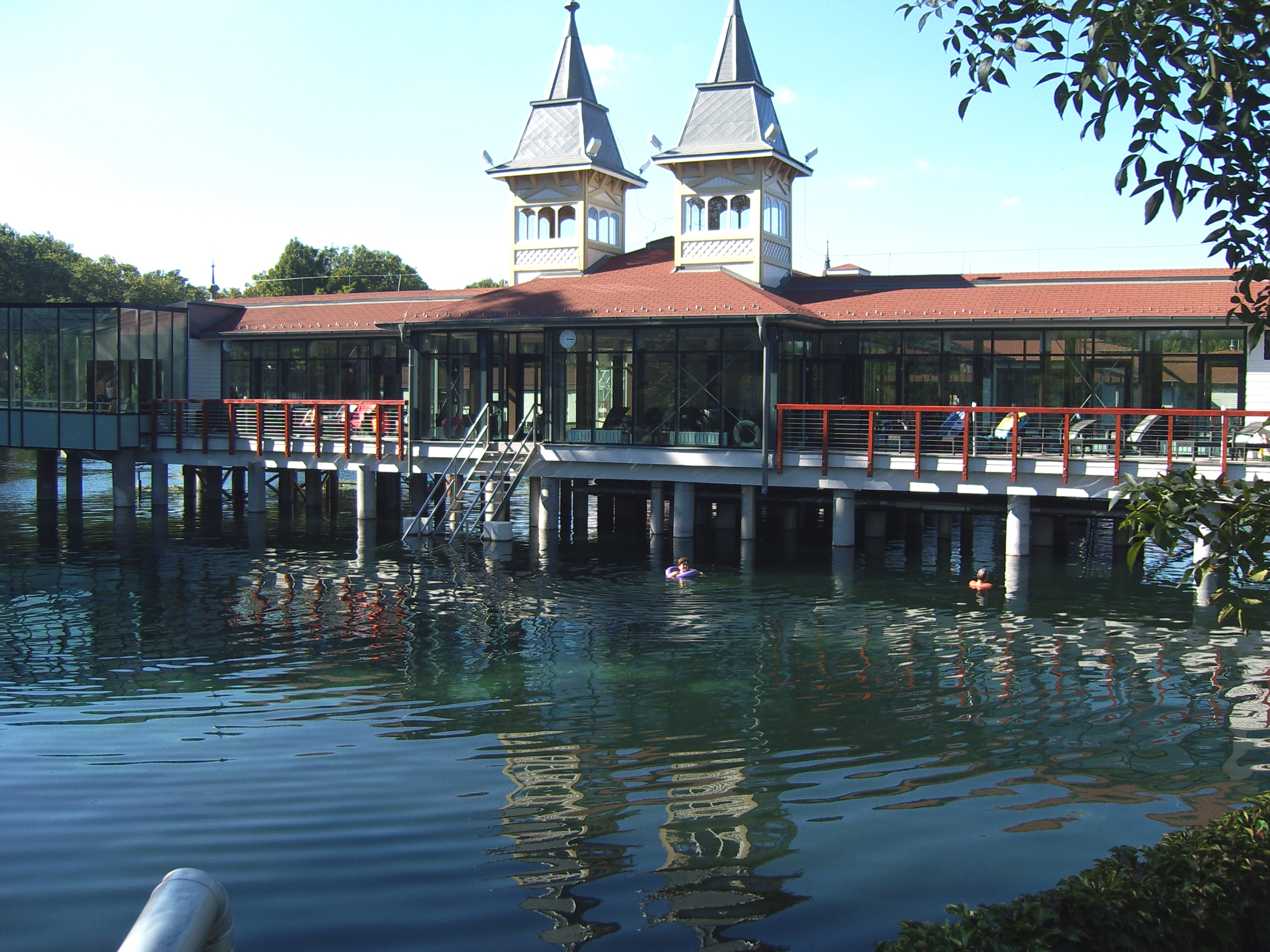
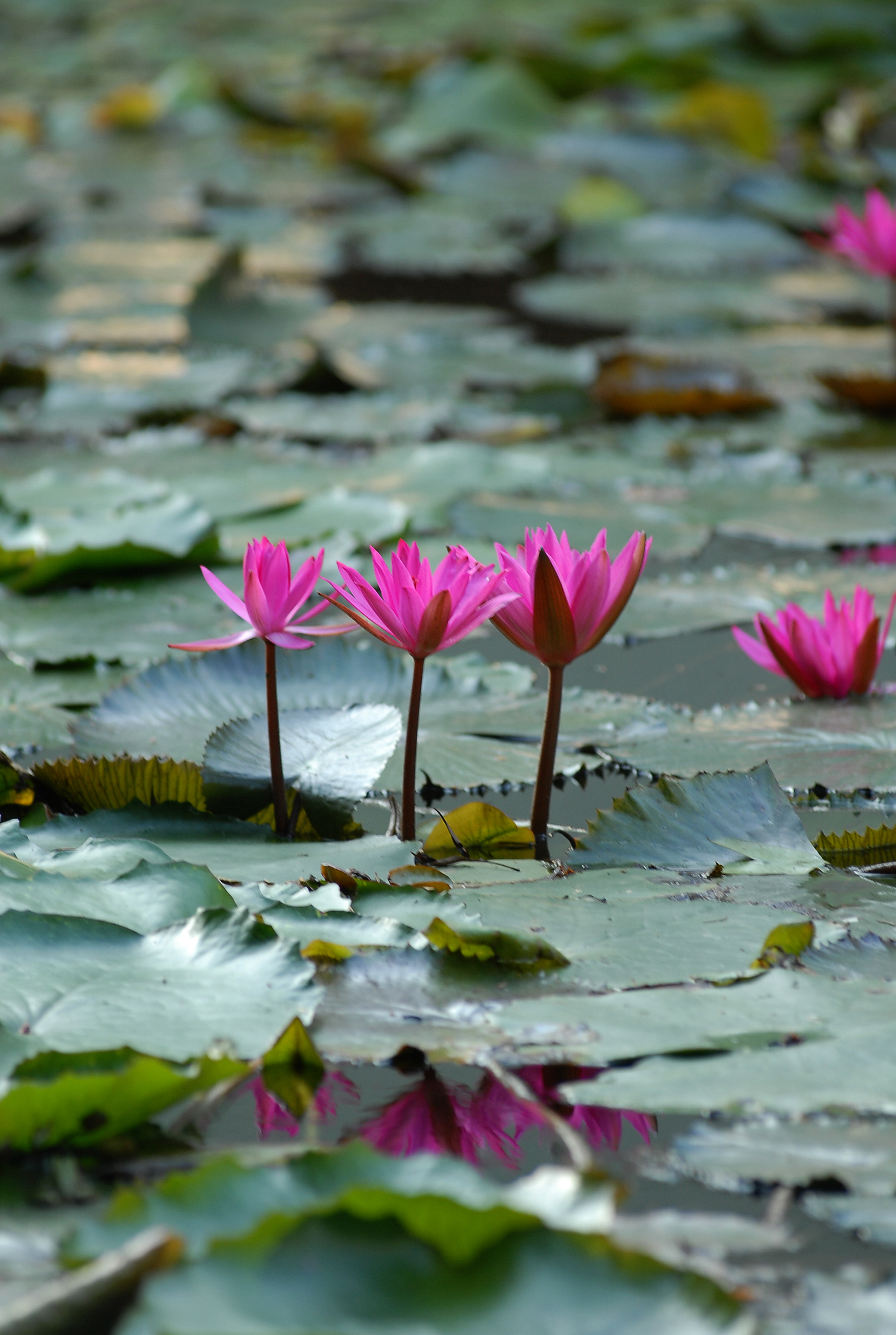
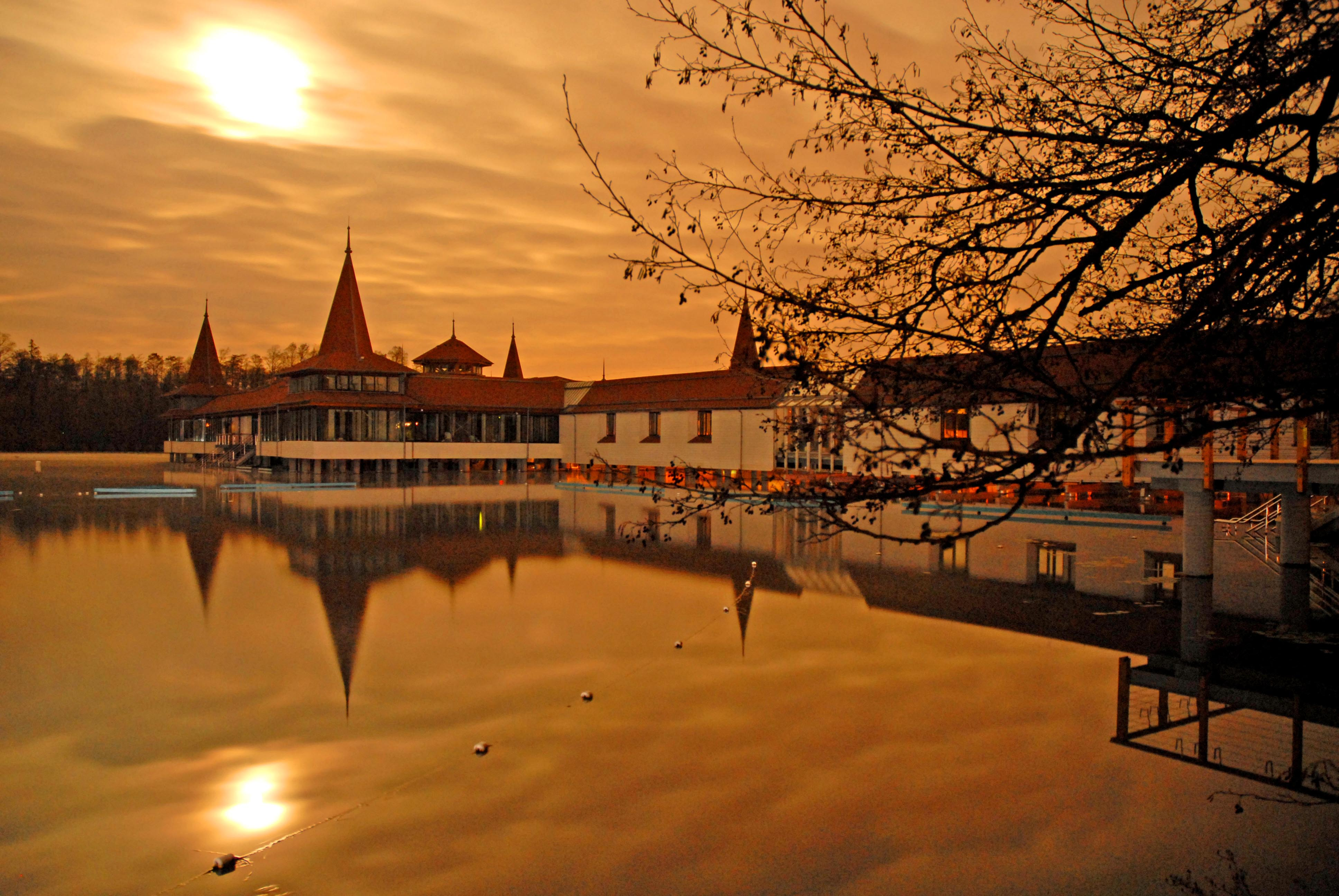
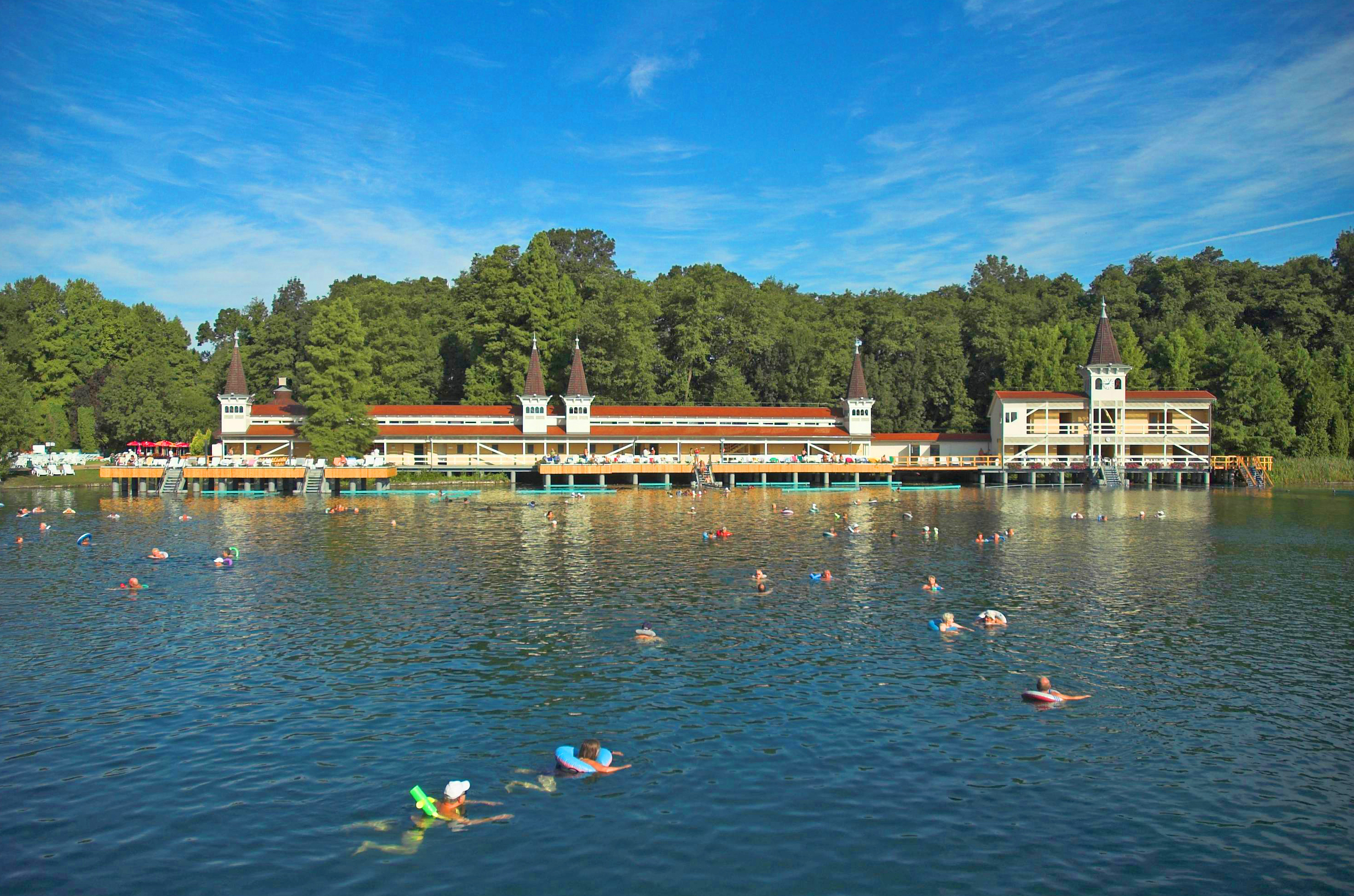
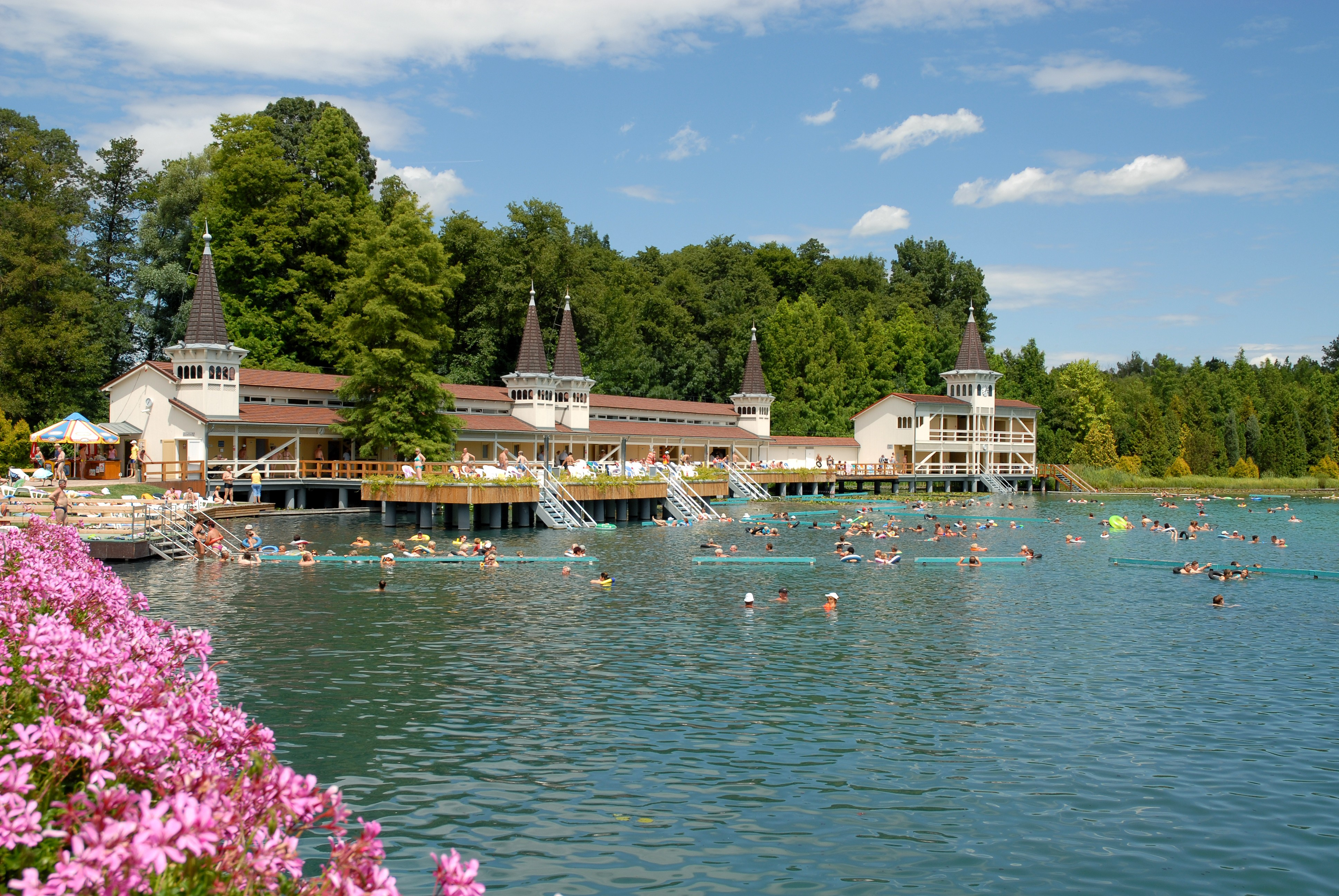